# Go On Boy
Go On Boy, född 21 mars 2016, är en fransk varmblodig travhäst som tränas och körs av Romain Derieux.
Go On Boy började tävla i december 2018 och inledde med en diskvalificering och sedan ta sin första seger i andra starten. Han har hittills sprungit in 1,2 miljoner euro på 56 starter, varav 15 segrar, 13 andraplatser och 3 tredjeplatser. Karriärens hittills största seger har kommit i Grand Prix de Wallonie (2023, 2024).
Go On Boy har även segrat i Prix Vindex (2020), Prix de Milan (2020), Prix de Washington (2021), han har även kommit på andraplats i Prix de Brest (2023), Prix de l'Atlantique (2023), Elitloppet (2023), Kymi Grand Prix (2023, 2024), UET Elite Circuit (2023), Gran Premio delle Nazioni (2023), Prix de Belgique (2024), Prix de France (2024), Prix de Washington (2024) och på tredjeplats i Critérium Continental (2020), Prix Jockey (2021) och Grand Critérium de Vitesse (2024).

## Karriär

### Tiden som unghäst
Go On Boy var en av årskullens bästa hästar i Europa som fyraåring 2020 då han segrade i det franska derbyt Critérium des 4 ans men diskvalificerades efteråt då det visade sig att han varit dopad vid tillfället och segern gick istället till Gunilla d'Atout.

## Statistik
| Statistik för Go On Boy (Ref.) | Statistik för Go On Boy (Ref.) | Statistik för Go On Boy (Ref.) | Statistik för Go On Boy (Ref.) | Statistik för Go On Boy (Ref.) | Statistik för Go On Boy (Ref.) |
| ------------------------------ | ------------------------------ | ------------------------------ | ------------------------------ | ------------------------------ | ------------------------------ |
| Starter                        | Placeringar                    | Startprissumma                 | Segerprocent                   | Platsprocent                   | Rekord                         |
| 56                             | 15-13-4                        | 1 288 870 euro                 | 27 %                           | 57 %                           | 1.08,4ak,                      |

### Större segrar
| År   | Lopp                   | Kusk           | Vinstbelopp | Grupp   |
| ---- | ---------------------- | -------------- | ----------- | ------- |
| 2020 | Prix Vindex            | Romain Derieux | 36 000 EUR  | Grupp 3 |
| 2020 | Prix de Milan          | Romain Derieux | 36 000 EUR  | Grupp 3 |
| 2021 | Prix de Washington     | Romain Derieux | 45 000 EUR  | Grupp 2 |
| 2023 | Grand Prix de Wallonie | Romain Derieux | 90 000 EUR  | Grupp 1 |

## Stamtavla
| Efter Password   | Goetmals Wood      | And Arifant      | Sharif di Iesolo |
| Efter Password   | Goetmals Wood      | And Arifant      | Infante d'Aunou  |
| Efter Password   | Goetmals Wood      | Tahitienne       | Kimberland       |
| Efter Password   | Goetmals Wood      | Tahitienne       | Oligiste         |
| Efter Password   | Feraine d'Occagnes | Workaholic       | Speedy Crown     |
| Efter Password   | Feraine d'Occagnes | Workaholic       | Ah So            |
| Efter Password   | Feraine d'Occagnes | Ode de Retz      | Chambon P        |
| Efter Password   | Feraine d'Occagnes | Ode de Retz      | Farah de Retz    |
| Undan Balginette | Hasting            | Buvetier d'Aunou | Royal Prestige   |
| Undan Balginette | Hasting            | Buvetier d'Aunou | Nesmile          |
| Undan Balginette | Hasting            | Sagarella        | Fakir du Vivier  |
| Undan Balginette | Hasting            | Sagarella        | Eversion         |
| Undan Balginette | Oranginette        | Cezio Josselyn   | Armbro Goal      |
| Undan Balginette | Oranginette        | Cezio Josselyn   | Quezira          |
| Undan Balginette | Oranginette        | Carina de Vandel | Podosis          |
| Undan Balginette | Oranginette        | Carina de Vandel | Muragla          |